# Palazzo Serughi
Der Palazzo Serughi ist ein Palast aus dem 16. Jahrhundert im historischen Zentrum von Forlì in der italienischen Region Emilia-Romagna. Er liegt an der Piazza Aurelio Saffi an der Einmündung des Corso della Repubblica, in diesem Stadtteil auch „Trebbo“ oder „Cantone di Mozzapiè / Mozzapiedi“ genannt. Heute ist dort die Handelskammer der Provinz Forlì-Cesena untergebracht.

## Geschichte
Der Palazzo Serughi wurde 1576 errichtet, als die Stadt sich in Richtung Südosten entwickelte, und gehörte einer Familie, deren Mitglieder bis zum 15. Jahrhundert eine wichtige Rolle in der Stadtgeschichte spielten. Das Wappen der Serughis, das unter einer Marmorplatte im Inneren des Palastes angebracht ist, zeigt einen schwarzen Adler auf goldenem Grund, ein blaues Band, weiße Rosen und einen schwarzen Bären. Ab 1802 wurde das Gebäude zum ersten Mal umgebaut, und zwar nach Plänen von Ruffilio Righini. Weitere Umbauten und Restaurierungen wurden 1828 durchgeführt. Zwischen 1927 und 1928 führte der Bauingenieur Leonida Emilio Rosetti einen letzten Eingriff durch.
1930 war in dem Palast das Caffè ad Macaron untergebracht, das später in „Caffè della Posta“ umbenannt wurde. Dort verkehrten das „gute Forlì“ und es war die ganze Nacht geöffnet.

## Beschreibung
Heute zeigt sich das Gebäude in den reinen Formen des 19. Jahrhunderts, die in eine Architektur eines Adelsgebäudes aus dem 16. Jahrhundert eingesetzt sind, von dem man Spuren insbesondere im restaurierten Teil des Erdgeschosses bewundern kann.
Anschließend an das Bauwerk, am Corso della Repubblica, lag der Palazzo Fussi, der Ende der 1960er-Jahre abgerissen wurde, um Platz für einen weiteren Teil der Handelskammer zu schaffen. Im Laufe dieser letzten Restaurierung zwischen 1964 und 1973, projektiert von Bauingenieur Luciano Ravaglia, wurde auch die große Treppe aus dem 18. Jahrhundert umgebaut, von der entdeckt wurde, dass sie mit dem Terrakotta des Eingangs und der Vorhalle zum Corso della Repubblica verkleidet war.
In der öffentlichen Eingangshalle der Handelskammer findet sich ein interessantes, mehrfarbiges Keramikrelief des Künstlers Angelo Biancini aus der Romagna, das Tätigkeiten und Gewerke in Verbindung mit der Handelskammer zeigt. In der davorliegenden Galerie desselben Eingangs zum Börsensaal sind ein zweites Relief von Biancini und eine Skulptur von Carlo Zauli aufgestellt.

## Il Trebbo
Das Gelände zwischen dem Palazzo Serughi, dem benachbarten Palazzo Talenti-Framonti und der Kirche Mariä Heimsuchung, das in historischer Zeit bei den Bürgern und Fremden sehr beliebt war, wird traditionell „Trebbo di Mozzapè“ genannt. Da „Trebbo“ vom lateinischen „trivium“ (dt.: Kreuzung) kommt, kann dieser Name mit „Gebiet der Mozzapiedi“ übersetzt werden. Der Ursprung dieses Namens ist allerdings im Laufe der verloren gegangen. Wegen des konstanten Publikumsverkehrs im Trebbo eröffnete Angelo Damerini dort das erste Geschäft in Forlì zum Verkauf von Zeitungen, genau unter der Loggia des Palazzo Talenti-Framonti, die 1884 Loggia dei Signori genannt wurde.